# Amöneburg
Amöneburg è un comune tedesco di 4 963 abitanti, situato nel land dell'Assia.
Amöneburg ha 3 frazioni, di cui una di queste, Rosdorf è gemellata con Tuoro sul Trasimeno.